# Noriko Shitaya
Noriko Shitaya (japonès: 下屋則子)  (Chiba, 22 d'abril de 1982) és una Seiyū que treballa per al grup 81 Produce.

## Doblatges fets
L'ordre d'aquesta llista és personatge i sèrie.
Anime
- Hanzo de Mirmo![2]
- Hijiri de Ah! My Goddess
- Ururu Tsumugiya de Bleach
- Sakura Matō de Fate/stay night[2][3]
- Himeko Kurusugawa de Kannazuki no Miko
- Himiko de Kyoshiro to Towa no Sora
- Himeka Kujyou de Kamichama Karin
- Raika Naruo de Maburaho
- Katsura de Maria-sama ga Miteru
- Sister Mimi de Mermaid Melody Pichi Pichi Pitch
- Saori Kawai de Buso Renkin
- Moegi de Naruto
- Trill de Rockman.EXE Beast
- Maika Himekawa de Shugo Chara!
- Kotoko de Tsubasa Chronicle
- Kyouko de Venus Versus Virus
- Colin Jones de Victorian Romance Emma

OVA
- Kasumi Tomine de Alien Nine

Videojocs
- Maria de Final Fantasy II (PlayStation 2)
- You Tanaka de Ever17
- Rydia de Final Fantasy IV (Nintendo DS)

## Altres Aparicions
Radio
- RADIO Kannazuki (RADIO神無月, RADIO Kannazuki?)
- RADIO Kyōshirō (RADIO京四郎, RADIO Kyōshirō?)